# 建甌語
建甌語（けんおうご、閩北語の発音: [kuiŋ33 ɪ54 ti44]、ローマ字: Gṳ̿ing-é-dī、漢字：建甌事）は、閩北語東片の代表的な方言である。通用地域は福建省南平の建甌市一帯。閩北語の標準発音とされている。建甌語の標準的な発音は一般的には建甌（芝城）の城関話とされ、建甌全域で通じる。建甌語の下には建安話と甌寧話の二つの方言がある。

## 発音
『建州八音』(1795年編纂)の記載によれば、建甌語の声母は15個、韻母は34個、声調は7つである。
ただし、福建の学者による1984年の調査によれば、今日残っている声調は6つのみである。

### 声母
左側には国際音標記号(IPA)。例字に続き、かっこ内は建寧ローマ字の書法である。
|        |            | 唇音        | 歯茎音        | 軟口蓋音    | 声門音        |
| ------ | ---------- | ----------- | ------------- | ----------- | ------------- |
| 鼻音   | 鼻音       | m 問埋 (m)  | n 日乃 (n)    | ŋ 語艾 (ng) |               |
| 破裂音 | 無声無気音 | p 邊拜 (b)  | t 直蹄 (d)    | k 求介 (g)  | ʔ 鶯埃 (不標) |
| 破裂音 | 無声有気音 | pʰ 坡派 (p) | tʰ 他替 (t)   | kʰ 氣概 (k) |               |
| 摩擦音 | 摩擦音     |             | s 時細 (s)    | x 非瞎 (h)  |               |
| 破擦音 | 無声無気音 |             | ts 曾在 (c)   |             |               |
| 破擦音 | 無声有気音 |             | tsʰ 出差 (ch) |             |               |
| 接近音 | 接近音     |             | l 柳來 (l)    |             |               |

### 韻母
左側には国際音標記号(IPA)。例字に続き、かっこ内は建寧ローマ字の書法である。
|        | 開韻尾     | 開韻尾         | 開韻尾     | 開韻尾          | 開韻尾     | 開韻尾     | 開韻尾         | 母音韻尾         | 母音韻尾         | 母音韻尾       | 鼻音韻尾          | 鼻音韻尾          | 鼻音韻尾            | 鼻音韻尾         | 鼻音韻尾         | 鼻音韻尾                 |
| ------ | ---------- | -------------- | ---------- | --------------- | ---------- | ---------- | -------------- | ---------------- | ---------------- | -------------- | ----------------- | ----------------- | ------------------- | ---------------- | ---------------- | ------------------------ |
| 開口呼 |            | a 鴉茶 (a)     | ɪ 歐茅 (e) | ɛ 壓臍 (a̤)      | œ 而兒 (e̤) | ʊ 禾梅 (o) | ɔ 荷峨 (o̤)     | [ai] 矮犁 (ai)   | [au] 襖柴 (au)   |                |                   | [aŋ] 含南 (ang)   | [aiŋ] 恩田 (aing)   | [eiŋ] 音人 (eng) | [œyŋ] 云種 (e̤ng) | [ɔŋ] 溫囥 (o̤ng)          |
| 斉歯呼 | i 衣時 (i) | [ia] 野舍 (ia) |            | [iɛ] 熱㓟 (ie)  |            |            | [iɔ] 約茄 (io̤) |                  | [iau] 腰橋 (iau) | [iu] 優油 (iu) | [iŋ] 煙年 (ing)   | [iaŋ] 營正 (iang) |                     | [ieiŋ] 延        |                  | [iɔŋ] 央陽 (iong / io̤ng) |
| 合口呼 | u 烏吳 (u) | [ua] 窩過 (ua) |            | [uɛ] 哀麻 (uoi) |            |            |                | [uai] 歪發 (uai) |                  |                | [uiŋ] 安蟠 (uing) | [uaŋ] 汪黃 (uang) | [uaiŋ] 凡販 (uaing) |                  |                  | [uɔŋ] 文放 (uo̤ng)        |
| 撮口呼 | y 威魚 (ṳ) |                |            | [yɛ] 銳蛇 (ṳe)  |            |            |                |                  |                  |                | [yiŋ] 彎園 (ṳing) |                   |                     |                  |                  |                          |

### 声調
清代中頃の建甌語には7つの声調があったが、今日残るのは6つのみである。百数十年の変化を経て、今日の建甌語では、陽平調が陰去調に合流しており，平声から陰・陽の区分がなくなっている。
以下が6つの声調である。例字の出典は『建州八音』(1795年編纂)。
| 《建甌県志》の声調番号 | 1            | 2         | 3                | 4         | 5         | 6         |
| 声調名                 | 平声（陰平） | 上声      | 陰去             | 陽去      | 陰入      | 陽入      |
| 調値                   | [˥˦] (54)    | [˨˩] (21) | [˧˧] (33)        | [˦˦] (44) | [˨˦] (24) | [˦˨] (42) |
| 『建州八音』の表記     | 五環         | 三環      | 二環             | 八環      | 四環      | 七環      |
| 建寧ローマ字の声調記号 | ˊ (á)        | ˇ (ǎ)     | ̿ (a̿) ˆ (â)(陽平) | - (ā)     | ̆ (ă)      | ˋ (à)     |
| 例字                   | 芝依居       | 指椅舉    | 志意貴           | 字易脆    | 即益菊    | 集實巨    |

この表では『建甌県志』の声調番号を採用した。『福建省志・方言志』での対応する声調番号は次の通り。1、3、5、6、7、8。
建甌語には明確な連続変調や軽声は存在しない。
上声(声調番号：2)の文字が二つ連続するときに、前の字が陰去調(3)に変わることがある。例えば、「老虎」は「[lau˨˩]+[k'u˨˩]」だが、「[lau˧˧k'u˨˩]」とすることも可能である。ただし、普遍的なルールはなく、原調（本来の声調）での発音も可能である。
名詞語尾の「仔」（[tsiɛ˨˩]）は必ず軽声で発音されるが、この文字の原調である上声(2)の調値とは明瞭な差異はない。

## 文白異読
その他の閩語方言と同様に、建甌語にも文白異読現象は豊富に存在する。
近年は、現地の政府が普通話（標準中国語）政策を強力に進めており、建甌語は普通話と南平官話の影響を強く受けてきた。数多くの字詞の「老派文読」（古い時代の文読）が「新派文読」（新しい時代の文読）に取って代わられている。
建甌語の文白異読は以下のように分類できる。
- 声母の異読：「雷」の字は文読で/lo˧˧/、白読で/so˧˧/。苗字に使うときは文読。「響雷」では「雷」は白読。
- 韻母の異読：「西」の字は文読で/si˥˦/、白読で/sai˥˦/。「西瓜」では文読。「東西」では白読。
- 声調の異読：「稻」の字は文読で/tʰau˦˦/、白読で/tsau˨˩/。「水稻」では文読。「截稻」では白読。
- 声母・声調とも異読：「高」の字は文読では/kau˥˦/、白読では/au˨˩/。苗字に使うときは文読。形容詞を作るときは白読。
- 韻母・声調とも異読：「臍」の字は文読で/tsi˨˩/、白読で/tsʰɛ˧˧/。「臍帯」では「臍」は文読。「腹臍」では白読。
- 声母・韻母・声調の全て異読：「婦」の字は文読で/xu˦˦/、白読で/py˦˨/。「婦女」の「婦」は文読。「新婦」の「婦」は白読。

## 文字
1795年（清の乾隆60年）、福清の人、林端材が閩東語福州話の音韻書『戚林八音』にならって音韻書『建州八音字義便覧』（略称『建州八音』）を編纂し、建寧府で刊行した。これは歴史上、初の建甌語の音韻書である。
1900年、西洋の宣教師が『建州八音』を参照して建甌語表記のための「建寧府土腔羅馬字」（Gṳ̿ing-Nǎing-Hǔ Gâ̤ Tǔ-kióng Lô̤-mǎ-cī）（「建寧府口語ローマ字」）を作成した。しかし、その他の数多くの教会ローマ字と同様に、建寧ローマ字も教会の圏内を出て使用されることはなく、人々から忘れられたままになっている。